# Blue Funnel Line

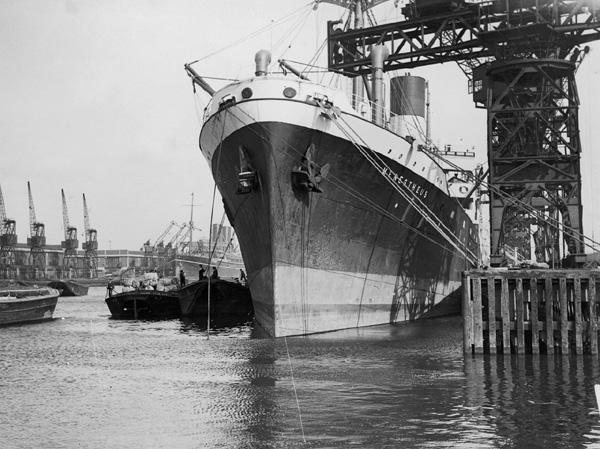
Die Menestheus der Blue Funnel Line

Die Blue Funnel Line (BFL) (dt.: Blauer-Schornstein-Linie) war eine britische Reederei mit Sitz in Liverpool. Sie betrieb hauptsächlich Liniendienste nach Ostasien, aber auch nach Australien, Neuseeland, Kanada und den Vereinigten Staaten. Die Reederei gehörte zeitweise zu den größten der Welt.

## Geschichte
1865 gründete Alfred Holt die Firma Alfred Holt & Co., um einen Liniendienst mit Schraubendampfern zur Beförderung von Fracht und Passagieren nach Ostasien einzurichten. Schon kurze Zeit später wurden diese Aktivitäten in der Reederei Ocean Steamship Company Ltd. zusammengefasst. Die Schornsteine der Schiffe waren blau mit einer schwarzen Kappe, daher auch die Bezeichnung Blue Funnel Line, und im deutschen Sprachgebrauch bürgerte sich die Bezeichnung Holt-Linie ein. Da Alfred Holt ein großer Bewunderer von Homers Ilias und Odyssee war, wurden alle Schiffe der Reederei nach Figuren aus diesen Epen benannt.
Unter Alfred Holts Tatkraft entwickelte sich die Reederei glänzend. Es war noch die Zeit der großen Klipper, als Holts Dampfer die Meere zu befahren begannen. Doch Holt erkannte richtig, dass die Zeit für die Segelschiffe abgelaufen war und die Zukunft dem Dampfschiff gehörte, und auch da entschied sich Holt zukunftsorientiert richtig für den Schraubenantrieb. Die Route nach Ostasien verlief zu Beginn von Liverpool über Kapstadt, Penang, Singapur, Hongkong und Shanghai nach Yokohama. Mit Eröffnung des Sueskanals 1869 entfiel die Umrundung von Südafrika und die Schiffe fuhren nun durch das Mittelmeer über den Sueskanal nach Ostasien.
Die ersten Schiffe der Reederei waren die drei Schwestern Agamemnon (I), Ajax (I) und Achilles (I). Es waren die ersten Linienfrachtschiffe moderner Prägung; sie waren mit einer Verbunddampfmaschine ausgestattet und für den Liniendienst mit Stückgut und 40 Passagieren zwischen Europa und China ausgelegt. Die Schiffe wurden von der Werft Scotts Shipbuilding and Engineering Company in Greenock gebaut, die in der Folgezeit, neben Hawthorn, Leslie & Co. aus Newcastle, die meisten Schiffe für die Linie baute. Bis zum Jahr 1914 wurden kontinuierlich ganze Serien von Schiffen ohne Unterbrechung, hauptsächlich für den Frachttransport, in Dienst gestellt. Die Größe der Schiffe stieg dabei langsam von 2200 BRT bis auf über 10.000 BRT an. Die Blue Funnel Line wurde so zu einer der größten Reedereien der Welt.

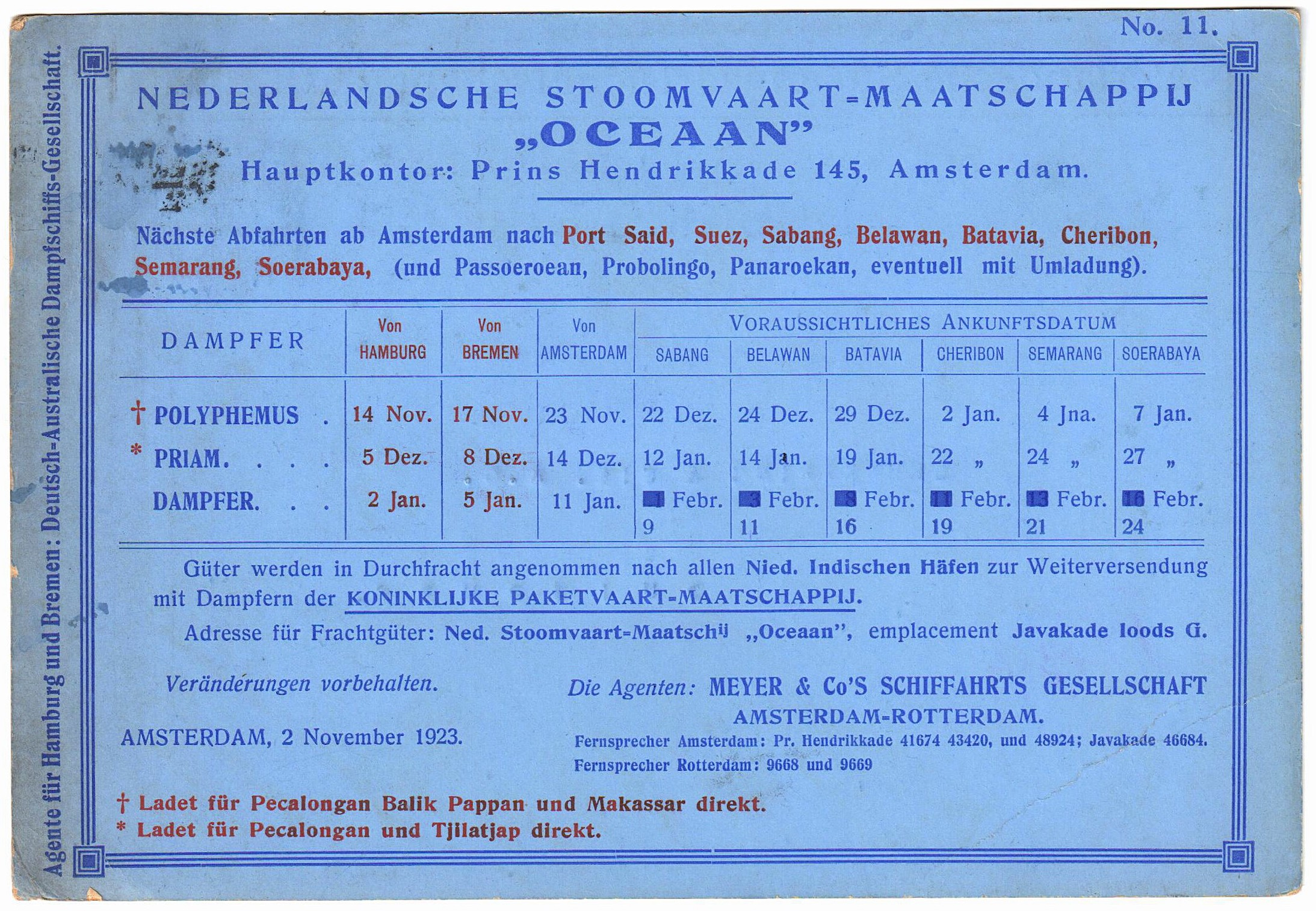
1923 'NSMO' Liniendienst

1891 kaufte Holt die Nederlandsche Stoomvaart Maatschappij „Oceaan“ (NSMO), mit Sitz in Amsterdam, auf und führte sie fortan als direkte Blue Funnel-Tochterreederei weiter. 1896 gründete Holt die East India Ocean Steamship Company mit Sitz in Singapur, die aber bereits 1899 an den Norddeutschen Lloyd verkauft wurde. 1902 erwarb Holt die in Glasgow beheimatete China Mutual Steam Navigation Company und führte sie wie die NSMO als direkte Blue Funnel-Tochter weiter. 1910 stellte die Reederei ihre ersten Passagierschiffe in Dienst, die Schwestern Aeneas (I), Ascanius (II) und Anchises (III), die mit je 10.049 BRT vermessen waren, gefolgt von den beiden 14.000-Tonnern Nestor (III) und Ulysses (IV).
Unterdessen war das Liniennetz weiter ausgebaut worden. 1896 richtete die Reederei einen Dienst von Singapur über Batavia nach Fremantle (Australien) ein. 1901 folgte der Dienst von Europa nach Australien, diese Route verlief von Glasgow über Liverpool, Kapstadt nach Fremantle, Adelaide, Melbourne und Sydney. 1902 kam der Transpazifik-Dienst hinzu von Ostasien zur Westküste von Nordamerika (Vancouver, San Francisco usw.). 1915 wurde der neueröffnete Panamakanal in das Liniennetz eingefügt und eine Direktverbindung von New York nach Ostasien eingerichtet.
Am Vorabend des Ersten Weltkrieges bestand die Flotte der Blue Funnel Line aus 69 Schiffen mit 470.000 BRT, dazu wurden 1914 noch die Reedereien Indra Line und Knight Line aufgekauft. Der bald einbrechende Krieg bedeutete für die Reederei schwere Verluste, hauptsächlich durch deutsche U-Boote.
Nach dem Krieg begann sofort der Wiederaufbau der Flotte und bis zu Beginn der 1930er Jahre wurden 28 neue Schiffe in Dienst gestellt. Darunter befanden sich weitere Passagierschiffe, das von 1923 bis 1924 in Dienst gestellte Quartett - Sarpedon (IV), Patroclus (III), Hector (IV) und Antenor (III) - mit je 11.446 BRT vermessen für den Ostasien-Dienst. Die Masse waren aber Frachtschiffe, um die Kriegsverluste auszugleichen, darunter die ersten Schiffe mit Dieselantrieb.
1933 erwarb die Blue Funnel Line aus dem Fundus der 1931 in Konkurs gegangenen Royal-Mail-Gruppe die Reedereien Glen Line und Shire Line ganz und den Royal Mail-Anteil an der bedeutenden britischen Reederei Elder Dempster & Company. Mit diesen Aufkäufen hielt die Reederei einen der vorderen Plätze unter den Schifffahrtsunternehmen, hatte aber zur gleichen Zeit mit dem Auswirkungen der Weltwirtschaftskrise von 1929 zu kämpfen.
Mitte der 1930er Jahre begann sich die Situation langsam zu bessern, doch der 1939 einbrechende Zweite Weltkrieg unterbrach diese positive Entwicklung und brachte erneut schwere Schiffsverluste: neben zahlreichen Frachtern ging auch ein Großteil der Passagierschiff-Tonnage verloren und mit ihr wiederum viele hunderte Menschenleben.

### Nachkriegsentwicklung
Erneut musste die Reederei ihre Flotte von Grund auf neu aufbauen. Die Schiffsverluste wurden zunächst durch den Ankauf einer Reihe von Standardfrachtern der Liberty, Victory und Empire Typen ausgeglichen. Im Laufe der 1950er und 1960er Jahre kamen dann nochmals große Serien von Frachtschiffen in Dienst. Die Basis des Wiederaufbaus bildete die 27 Schiffe umfassende A-Klasse. Von 1949 bis 1951 brachte die Reederei auch nochmals je vier Schiffe der P-Klasse und H-Klasse für den gemischten Fracht- und Passagierdienst nach Fernost und Australien in Fahrt - alle hatten um die 10.000 BRT und boten 35 Passagieren einen Platz, der Frachttransport spielte aber auch bei diesen Einheiten die größere Bedeutung.
Die Situation auf dem Weltmarkt veränderte sich im Laufe der 1960er Jahre. Neben dem Flugzeug, das dem Passagierschiff das Leben schwer machte, brachte die beginnende Containerisierung große Veränderungen mit sich. Da die vorhandenen Schiffe nur sehr bedingt für den Transport von Containern geeignet waren, gab die Reederei in Zusammenarbeit mit der Glen Line sieben Semicontainerschiffe der Priam-Klasse in Auftrag, was große finanzielle Anstrengungen notwendig machte. Dies war auch für die Blue Funnel Line nicht alleine zu bewältigen, weshalb ein Partner gefunden werden musste. 1967 fusionierte die Ocean Steamship Company mit der Elder, Dempster Line zur Ocean Transport & Trading Co. (OT&T). Die Holt-Familie stieg 1966 nach über 100 Jahren aus dem Unternehmen aus, George Palmer Holt war ihr letzter Vertreter im Management des Unternehmens. Doch auch unter OT&T-Regie blieben die alten Farben der Reederei erhalten. Letztes Schiff, das unter der Holt-Ägide geplant war und in Dienst ging, war die Centaur (III) aus dem Jahr 1964, ausgerüstet für den Frachttransport, aber auch für 190 Passagiere, die sogar einen großen Swimming-Pool zur Verfügung hatten.

### Niedergang
Ab Ende der 1960er Jahre wurden über die Beteiligung an der Gemeinschaftsreederei Overseas Containers Limited (OCL) große Serien von Containerschiffen, wie die Encounter-Bay-Klasse oder Liverpool-Bay-Klasse in Dienst gestellt und ab Mitte der 1970er Jahre kamen eigene Blue-Funnel-Containerschiffserien hinzu. Darüber hinaus diversifizierte Blue Funnel seine Flotte mit dem Kauf von Schüttgutfrachtern („Bulk Carrier“), Erdöltankern („Crude Oil Carrier“) sowie mit der fünften Nestor einem Flüssiggastanker („LNG-Carrier“), der für seine Zeit allerdings noch überdimensioniert war. Die Umsätze gingen jedoch vor allem in den 1980er Jahren immer mehr zurück, und 1989 wurden alle Schiffe verkauft, ebenso die Tochterreedereien Elder, Dempster und Glen Line. OT&T widmete sich danach anderen Geschäftsfeldern, in denen das Unternehmen noch heute aktiv ist.

### Heute
Von der Blue Funnel Line und der Holt-Familie sind heute nicht vielmehr als die Namen geblieben und die Erinnerung an ein großes, weltbekanntes und sehr erfolgreiches britisches Schifffahrtsunternehmen, das zu den bedeutendsten der Welt zählte.
In Southampton existiert eine kleine Schifffahrtsgesellschaft, die den alten Namen führt.

## Schiffe (Auswahl)

### Passagierschiffe
| Jahr | Name            | Tonnage   | Werft                                   | Status/Schicksal                                                     |
| ---- | --------------- | --------- | --------------------------------------- | -------------------------------------------------------------------- |
| 1910 | Aeneas (I)      | 10049 BRT | Workman, Clark & Co. Ltd., Belfast      | 1940 bei Plymouth nach Bombentreffer gesunken                        |
| 1910 | Ascanius (II)   | 10048 BRT | Workman, Clark & Co. Ltd., Belfast      | 1949 verkauft                                                        |
| 1911 | Anchises (III)  | 10046 BRT | Workman, Clark & Co. Ltd., Belfast      | 1941 nach Bombentreffer auf dem River Mersey gesunken                |
| 1913 | Nestor (III)    | 14501 BRT | Workman, Clark & Co. Ltd., Belfast      | 1950 außer Dienst                                                    |
| 1913 | Ulysses (IV)    | 14499 BRT | Workman, Clark & Co Ltd., Belfast       | 1942 bei Cape Hatteras torpediert und gesunken                       |
| 1923 | Sarpedon (IV)   | 11446 BRT | Cammell Laird & Co. Ltd., Birkenhead    | 1953 außer Dienst                                                    |
| 1923 | Patroclus (III) | 11446 BRT | Scott SB & Eng. Co. Ltd., Greenock      | 1940 torpediert und gesunken (76 Tote)                               |
| 1924 | Hector (IV)     | 11446 BRT | Scott SB & Eng. Co. Ltd., Greenock      | 1942 bei Colombo nach Bombentreffer gesunken / 1946 verschrottet     |
| 1924 | Antenor (III)   | 11446 BRT | Palmer SB & Iron Co. Ltd., Jarrow       | 1953 außer Dienst                                                    |
| 1924 | Centaur (II)    | 3222 BRT  | Scott SB & Eng. Co. Ltd., Greenock      | 1943 bei Brisbane torpediert und gesunken (268 Tote, Hospitalschiff) |
| 1949 | Peleus (II)     | 10109 BRT | Cammell Laird & Co. Ltd., Birkenhead    | 1972 außer Dienst                                                    |
| 1949 | Pyrrhus (III)   | 10109 BRT | Cammell Laird & Co. Ltd., Birkenhead    | 1972 außer Dienst                                                    |
| 1950 | Patroclus (IV)  | 10109 BRT | Vickers-Armstrong Ltd., Newcastle       | 1970: Philoctetes (II) / 1972 außer Dienst                           |
| 1950 | Perseus (III)   | 10109 BRT | Vickers-Armstrong Ltd., Newcastle       | 1972 außer Dienst                                                    |
| 1949 | Helenus (II)    | 10160 BRT | Harland & Wolff Ltd., Belfast           | 1972 außer Dienst                                                    |
| 1950 | Hector (V)      | 10160 BRT | Harland & Wolff Ltd., Belfast           | 1972 außer Dienst                                                    |
| 1950 | Jason (IV)      | 10160 BRT | Swan, Hunter & W. Rich. Ltd., Newcastle | 1972 außer Dienst                                                    |
| 1951 | Ixion (III)     | 10160 BRT | Harland & Wolff Ltd., Belfast           | 1972 außer Dienst                                                    |
| 1964 | Centaur (III)   | 8284 BRT  | J. Brown & Co. Ltd., Clydebank          | 1985 verkauft                                                        |

### Frachtschiffe
| Jahr        | Name              | Tonnage   | Werft                                        | Status/Schicksal                                                                                              |
| ----------- | ----------------- | --------- | -------------------------------------------- | --- |
| 1865        | Agamemnon (I)     | 2280 BRT  | Scott & Co. Ltd., Greenock                   | 1897 verkauft                                                                                                 |
| 1865        | Ajax (I)          | 2280 BRT  | Scott & Co. Ltd., Greenock                   | 1897 verkauft                                                                                                 |
| 1866        | Achilles (I)      | 2280 BRT  | Scott & Co. Ltd., Greenock                   | 1891 verkauft                                                                                                 |
| 1868        | Diomed (I)        | 2039 BRT  | A. Leslie & Co. Ltd., Newcastle              | 1894 verkauft                                                                                                 |
| 1868        | Nestor (I)        | 2039 BRT  | A. Leslie & Co. Ltd., Newcastle              | 1894 verkauft                                                                                                 |
| 1870        | Priam (I)         | 2039 BRT  | Scott & Co. Ltd., Greenock                   | 1889 bei A Coruña gesunken                                                                                    |
| 1871        | Ulysses (I)       | 2039 BRT  | A. Leslie & Co. Ltd., Newcastle              | 1887 bei Sues gesunken                                                                                        |
| 1871        | Sarpedon (I)      | 2039 BRT  | A. Lesie & Co. Ltd.., Newcastle              | 1876 nach Kollision gesunken                                                                                  |
| 1871        | Menelaus (I)      | 2039 BRT  | A. Leslie & Co. Ltd., Newcastle              | 1891 verkauft                                                                                                 |
| 1871        | Hector (I)        | 2039 BRT  | A. Leslie & Co. Ltd., Newcastle              | 1875 bei Amoy gesunken                                                                                        |
| 1872        | Patroclus (I)     | 2162 BRT  | A. Leslie & Co. Ltd., Newcastle              | 1895 verkauft                                                                                                 |
| 1872        | Glaucus (I)       | 2162 BRT  | A. Leslie & Co. Ltd., Newcastle              | 1891 verkauft                                                                                                 |
| 1872        | Antenor (I)       | 2162 BRT  | A. Leslie & Co. Ltd., Newcastle              | 1893 verkauft                                                                                                 |
| 1872        | Deucalion (I)     | 2162 BRT  | A. Leslie & Co. Ltd., Newcastle              | 1891 verkauft                                                                                                 |
| 1875        | Stentor (I)       | 2057 BRT  | Scott & Co. Ltd., Greenock                   | 1891 verkauft                                                                                                 |
| 1875        | Anchises (I)      | 2057 BRT  | Scott & Co. Ltd., Greenock                   | 1896 verkauft                                                                                                 |
| 1875        | Orestes (I)       | 2057 BRT  | Scott & Co. Ltd., Greenock                   | 1876 bei Ceylon gesunken                                                                                      |
| 1877        | Teucer (I)        | 2057 BRT  | Scott & Co. Ltd., Greenock                   | 1885 gesunken                                                                                                 |
| 1877        | Orestes (II)      | 2057 BRT  | Scott & Co. Ltd., Greenock                   | 1894 verkauft                                                                                                 |
| 1877        | Sarpedon (II)     | 2111 BRT  | A. Leslie & Co. Ltd., Newcastle              | 1894 verkauft                                                                                                 |
| 1877        | Hector (II)       | 2111 BRT  | A. Leslie & Co. Ltd., Newcastle              | 1891 verkauft                                                                                                 |
| 1879        | Laertes (I)       | 2187 BRT  | Scott & Co. Ltd., Greenock                   | 1894 verkauft                                                                                                 |
| 1880        | Cyclops (I)       | 2187 BRT  | Scott & Co. Ltd., Greenock                   | 1894 verkauft                                                                                                 |
| 1880        | Bellerophon (I)   | 2187 BRT  | Scott & Co. Ltd., Greenock                   | 1893 verkauft                                                                                                 |
| 1880        | Telemachus (I)    | 2187 BRT  | A. Leslie & Co. Ltd., Newcastle              | 1902 verkauft                                                                                                 |
| 1880        | Jason (I)         | 2187 BRT  | A. Leslie & Co. Ltd., Newcastle              | 1894 verkauft                                                                                                 |
| 1885        | Titan (I)         | 2292 BRT  | Scott & Co. Ltd., Greenock                   | 1902 außer Dienst und Abbruch                                                                                 |
| 1885        | Telamon (I)       | 2292 BRT  | Scott & Co. Ltd., Greenock                   | 1902 außer Dienst und Abbruch                                                                                 |
| 1885        | Palamed (I)       | 2523 BRT  | A. Leslie & Co. Ltd., Newcastle              | 1897 verkauft                                                                                                 |
| 1886        | Palinorus (I)     | 2523 BRT  | Hawthorn, Leslie & Co. Ltd., Newcastle       | 1897 verkauft                                                                                                 |
| 1886        | Dardanus (I)      | 2523 BRT  | Hawthorn, Leslie & Co. Ltd., Newcastle       | 1894 verkauft                                                                                                 |
| 1886        | Prometheus (I)    | 2523 BRT  | Scott & Co. Ltd., Greenock                   | 1894 verkauft                                                                                                 |
| 1886        | Ulysses (II)      | 2523 BRT  | Scott & Co. Ltd., Greenock                   | 1890 bei Japan gesunken                                                                                       |
| 1890        | Priam (II)        | 2868 BRT  | Scott & Co. Ltd., Greenock                   | 1903 verkauft                                                                                                 |
| 1890        | Teucer (II)       | 2868 BRT  | Scott & Co. Ltd., Greenock                   | 1906 verkauft                                                                                                 |
| 1890        | Polyphemus (I)    | 2868 BRT  | Scott & Co. Ltd., Greenock                   | 1904 verkauft                                                                                                 |
| 1890        | Myrmidon (I)      | 2868 BRT  | Scott & Co. Ltd., Greenock                   | 1899 verkauft                                                                                                 |
| 1892        | Ixion (I)         | 3572 BRT  | Scott & Co. Ltd., Greenock                   | 1902 verkauft                                                                                                 |
| 1892        | Tantalus (I)      | 3572 BRT  | Scott & Co. Ltd., Greenock                   | 1922 verkauft                                                                                                 |
| 1892        | Ulysses (III)     | 3572 BRT  | Scott & Co. Ltd., Greenock                   | 1912 verkauft                                                                                                 |
| 1892        | Pyrrhus (I)       | 3572 BRT  | Scott & Co. Ltd., Greenock                   | 1907 verkauft                                                                                                 |
| 1894 (1889) | Nestor (II)       | 3767 BRT  | Schlesinger, Davies & Co. Ltd., Newcastle    | 1889: ex Sullamut / 1894 BFL / 1911 verkauft                                                                  |
| 1894        | Orestes (III)     | 4672 BRT  | Scott & Co. Ltd., Greenock                   | 1924 verkauft                                                                                                 |
| 1894        | Sarpedon (III)    | 4672 BRT  | Scott & Co. Ltd., Greenock                   | 1923 verkauft                                                                                                 |
| 1895        | Diomed (II)       | 4672 BRT  | Scott & Co. Ltd., Greenock                   | 1915 bei den Scilly-Inseln torpediert und gesunken                                                            |
| 1895        | Hector (III)      | 4672 BRT  | Workman, Clark & Co. Ltd., Belfast           | 1923 außer Dienst und Abbruch                                                                                 |
| 1895        | Menelaus (II)     | 4672 BRT  | Scott & Co. Ltd., Greenock                   | 1916 an Royal Navy verkauft                                                                                   |
| 1896        | Dardanus (II)     | 4672 BRT  | Scott & Co. Ltd., Greenock                   | 1911 verkauft                                                                                                 |
| 1896        | Prometheus (II)   | 5570 BRT  | Scott & Co. Ltd., Greenock                   | 1924 verkauft                                                                                                 |
| 1896        | Glaucus (II)      | 5570 BRT  | Scott & Co. Ltd., Greenock                   | 1918 torpediert und gesunken                                                                                  |
| 1896        | Patroclus (II)    | 5570 BRT  | Workman, Clark & Co. Ltd., Belfast           | 1923: Palamed (II) / 1924 verkauft                                                                            |
| 1896        | Antenor (II)      | 5570 BRT  | Workman, Clark & Co. Ltd., Belfast           | 1925 verkauft                                                                                                 |
| 1899        | Idomeneus (I)     | 6773 BRT  | Scott & Co. Ltd., Greenock                   | 1922 verkauft                                                                                                 |
| 1899        | Calchas (I)       | 6773 BRT  | Scott & Co. Ltd., Greenock                   | 1917 bei Irland torpediert und gesunken                                                                       |
| 1899        | Machaon (I)       | 6773 BRT  | Scott & Co. Ltd., Greenock                   | 1918 bei Tunesien torpediert und gesunken                                                                     |
| 1899        | Alcinous (I)      | 6773 BRT  | Scott & Co. Ltd., Greenock                   | 1925 verkauft                                                                                                 |
| 1899        | Stentor (II)      | 6773 BRT  | Workman, Clark & Co. Ltd., Belfast           | 1926 verkauft                                                                                                 |
| 1900        | Agamemnon (II)    | 7043 BRT  | Scott & Co. Ltd., Greenock                   | 1927 verkauft                                                                                                 |
| 1900        | Ajax (II)         | 7043 BRT  | Scott & Co. Ltd., Greenock                   | 1930 außer Dienst und Abbruch                                                                                 |
| 1900        | Achilles (II)     | 7043 BRT  | Scott & Co. Ltd., Greenock                   | 1916 torpediert und gesunken                                                                                  |
| 1900        | Deucalion (II)    | 7043 BRT  | Scott & Co. Ltd., Greenock                   | 1930 verkauft                                                                                                 |
| 1901        | Peleus (I)        | 7450 BRT  | Workman, Clark & Co. Ltd., Belfast           | 1931 verkauft                                                                                                 |
| 1901        | Tydeus (I)        | 7450 BRT  | Workman, Clark & Co. Ltd., Belfasz           | 1931 außer Dienst und Abbruch                                                                                 |
| 1902        | Jason (II)        | 7450 BRT  | Workman, Clark & Co. Ltd., Belfast           | 1931 außer Dienst und Abbruch                                                                                 |
| 1902        | Telemachus (II)   | 7450 BRT  | Workman, Clark & Co. Ltd., Belfast           | 1932 verkauft                                                                                                 |
| 1903        | Charon            | 2689 BRT  | Caledon SB & Eng. Co. Ltd., Dundee           | 1925 verkauft                                                                                                 |
| 1904        | Priam (III)       | 4965 BRT  | Hawthorn, Leslie & Co. Ltd., Newcastle       | 1931 außer Dienst und Abbruch                                                                                 |
| 1904        | Telamon (II)      | 4965 BRT  | Workman, Clark & Co. Ltd., Belfast           | 1933 außer Dienst und Abbruch                                                                                 |
| 1904        | Laertes (II)      | 4965 BRT  | Hawthorn, Leslie & Co. Ltd., Newcastle       | 1917 torpediert und gesunken                                                                                  |
| 1905        | Myrmidon (II)     | 4965 BRT  | Armstrong, Whitworth & Co. Ltd., Newcastle   | 1930 verkauft                                                                                                 |
| 1906        | Memnon (III)      | 4965 BRT  | Scott & Co. Ltd., Greenock                   | 1930 verkauft                                                                                                 |
| 1906        | Polyphemus (I)    | 4965 BRT  | Armstrong, Whitworth & Co. Ltd., Newcastle   | 1930 außer Dienst und Abbruch                                                                                 |
| 1906        | Astyanax (I)      | 4965 BRT  | Scott & Co. Ltd., Greenock                   | 1930 verkauft                                                                                                 |
| 1906        | Bellerophon (II)  | 9017 BRT  | Workman, Clark & Co. Ltd., Belfast           | 1948 außer Dienst und Abbruch                                                                                 |
| 1906        | Teucer (III)      | 9017 BRT  | Hawthorn, Leslie & Co. Ltd., Newcastle       | 1948 außer Dienst und Abbruch                                                                                 |
| 1906        | Antilochus (I)    | 9017 BRT  | Hawthorn, Leslie & Co. Ltd., Newcastle       | 1948 außer Dienst und Abbruch                                                                                 |
| 1906        | Cyclops (II)      | 9017 BRT  | D. & W. Henderson Ltd., Glasgow              | 1942 torpediert und gesunken                                                                                  |
| 1906        | Titan (II)        | 9017 BRT  | D. & W. Henderson Ltd., Glasgow              | 1940 torpediert und gesunken                                                                                  |
| 1908        | Perseus (I)       | 6699 BRT  | Workman, Clark & Co. Ltd., Belfast           | 1917 bei Ceylon nach Minentreffer gesunken                                                                    |
| 1908        | Theseus (I)       | 6699 BRT  | Workman, Clark & Co. Ltd., Belfast           | 1947 außer Dienst und Abbruch                                                                                 |
| 1911        | Neleus (I)        | 6699 BRT  | Workman, Clark & Co. Ltd., Belfast           | 1948 außer Dienst und Abbruch                                                                                 |
| 1911        | Atreus (I)        | 6699 BRT  | Scott & Co. Ltd., Greenock                   | 1949 außer Dienst und Abbruch                                                                                 |
| 1911        | Rhesus (I)        | 6699 BRT  | Scott & Co. Ltd., Greenock                   | 1950 außer Dienst und Abbruch                                                                                 |
| 1912        | Laomedon (I)      | 6699 BRT  | Workman, Clark & Co. Ltd., Belfast           | 1949 außer Dienst und Abbruch                                                                                 |
| 1912        | Demodocus (I)     | 6699 BRT  | Workman, Clark & Co. Ltd., Belfast           | 1951 verkauft                                                                                                 |
| 1913        | Phemius (I)       | 6699 BRT  | Workman, Clark & Co. Ltd., Belfast           | 1917 bei Irland torpediert und gesunken                                                                       |
| 1913        | Eumaeus (I)       | 6699 BRT  | Workman, Clark & Co. Ltd., Belfast           | 1918 torpediert und gesunken                                                                                  |
| 1910        | Protesilaus (I)   | 9547 BRT  | Hawthorn, Leslie & Co. Ltd., Newcastle       | 1942 nach Minentreffer schwer beschädigt und verschrottet                                                     |
| 1912        | Ixion (II)        | 10229 BRT | Scott SB & Eng. Co. Ltd., Greenock           | 1941 torpediert und gesunken                                                                                  |
| 1912        | Talthybius (I)    | 10229 BRT | Scott SB & Eng. Co. Ltd., Greenock           | 1942 bei Singapur nach Luftangriff gesunken                                                                   |
| 1913        | Lycaon (I)        | 7615 BRT  | Hawthorn, Leslie & Co. Ltd., Newcastle       | 1951 an Glen Line übertragen, Gleniffer                                                                       |
| 1913        | Helenus (I)       | 7615 BRT  | Scott SB & Eng. Co. Ltd., Greenock           | 1942 bei Freetown torpediert und gesunken                                                                     |
| 1913        | Troilus (I)       | 7615 BRT  | Hawthorn, Leslie & Co. Ltd., Newcastle       | 1914 durch dt. Kreuzer Emden gekapert und versenkt                                                            |
| 1914        | Pyrrhus (II)      | 7615 BRT  | Workman, Clark & Co. Ltd., Belfast           | 1940 torpediert und gesunken                                                                                  |
| 1914        | Mentor (I)        | 7615 BRT  | Scott SB & Eng. Co. Ltd., Greenock           | 1942 bei Florida torpediert und gesunken                                                                      |
| 1914        | Agapenor (I)      | 7615 BRT  | Scott SB & Eng. Co. Ltd., Greenock           | 1942 bei Freetown torpediert und gesunken                                                                     |
| 1914        | Teiresias (I)     | 7615 BRT  | Hawthorn, Leslie & Co. Ltd., Newcastle       | 1940 bei St. Nazaire nach Bombentreffer gesunken                                                              |
| 1915 (1906) | Eurylochus        | 5723 BRT  | C. Connell & Co. Ltd., Glasgow               | 1906: ex Indraghiri, Indra Line / 1915 BFL / 1941 gekapert und versenkt                                       |
| 1915 (1912) | Euryades (I)      | 5713 BRT  | C. Connell & Co. Ltd., Glasgow               | 1912: ex Indra, Indra Line / 1915 BFL / 1948 außer Dienst und Abbruch                                         |
| 1915 (1912) | Eurypylus         | 5713 BRT  | C. Connell & Co. Ltd., Glasgow               | 1912: ex Indrakuala, Indra Line / 1915 BFL / 1938 verkauft                                                    |
| 1915 (1910) | Eurybates (I)     | 5529 BRT  | C. Connell & Co. Ltd., Glasgow               | 1910: ex Indrapoe, Indra Line / 1915 BFL / 1926 verkauft                                                      |
| 1915 (1901) | Eurydamus         | 5197 BRT  | C. Connell & Co. Ltd., Glasgow               | 1901: ex Indrasamha, Indra Line / 1915 BFL / 1924 verkauft                                                    |
| 1915 (1902) | Eurymedon (I)     | 5197 BRT  | C. Connell & Co. Ltd., Glasgow               | 1902: ex Indrawadi, Indra Line / 1915 BFL / 1922 verkauft                                                     |
| 1915 (1906) | Eurymachus        | 4995 BRT  | C. Connell & Co. Ltd., Glasgow               | 1906: ex Inverclyde, Indra Line / 1915 BFL / 1926 verkauft                                                    |
| 1916        | Tyndareus         | 11347 BRT | Scott SB & Eng. Co. Ltd., Greenock           | 1960 außer Dienst und Abbruch                                                                                 |
| 1917        | Troilus (II)      | 7625 BRT  | Caledon SB & Eng. Co. Ltd., Dundee           | 1917 torpediert und gesunken                                                                                  |
| 1917        | Diomed (III)      | 7625 BRT  | Scott SB & Eng. Co. Ltd., Greenock           | 1918 bei Nantucket torpediert und gesunken                                                                    |
| 1917        | Elpenor           | 7625 BRT  | Hawthorn, Leslie & Co. Ltd., Newcastle       | 1935 an Glen Line übertragen, Glenfinlas                                                                      |
| 1917        | Autolycus (I)     | 5868 BRT  | Taikoo DY & Eng. Co. Ltd., Hongkong          | 1918 bei Cabo de Palos torpediert und gesunken                                                                |
| 1919        | Laertes (III)     | 5868 BRT  | Taikoo DY & Eng. Co. Ltd., Hongkong          | 1942 bei Florida torpediert und gesunken                                                                      |
| 1920        | Achilles (III)    | 11446 BRT | Scott SB & Eng. Co. Ltd., Greenock           | 1940 an Royal Navy verkauft                                                                                   |
| 1920        | Philoctetes (I)   | 11446 BRT | Scott SB & Eng. Co. Ltd., Greenock           | 1940 an Royal Navy verkauft                                                                                   |
| 1920        | Machaon (II)      | 7957 BRT  | Caledon SB & Eng. Co. Ltd., Dundee           | 1935 an Glen Line übertragen, Glenafric                                                                       |
| 1922        | Rhexenor (I)      | 7957 BRT  | Taikoo DY & Eng. Co. Ltd., Hongkong          | 1943 bei Bermuda torpediert und gesunken                                                                      |
| 1923        | Adrastus (I)      | 7957 BRT  | Scott SB & Eng. Co. Ltd., Greenock           | 1951: Euryades (II) / 1954 außer Dienst und Abbruch                                                           |
| 1923        | Dardanus (III)    | 7957 BRT  | Workman, Clark & Co. Ltd., Belfast           | 1935 an Glen Line übertragen, Flintshire                                                                      |
| 1920        | Glaucus (III)     | 7718 BRT  | Hawthorn, Leslie & Co. Ltd., Newcastle       | 1955 außer Dienst und Abbruch                                                                                 |
| 1921        | Troilus (III)     | 7718 BRT  | Scott SB & Eng. Co. Ltd., Greenock           | 1944 torpediert und gesunken                                                                                  |
| 1921        | Phemius (II)      | 7718 BRT  | Scott SB & Eng. Co. Ltd., Greenock           | 1943 bei Accra torpediert und gesunken                                                                        |
| 1921        | Eumaeus (II)      | 7718 BRT  | Caledon SB & Eng. Co. Ltd., Dundee           | 1941 bei Freetown torpediert und gesunken                                                                     |
| 1922        | Meriones          | 7718 BRT  | Hawthorn, Leslie & Co. Ltd., Newcastle       | 1941 bei Cromer nach Bombentreffer gesunken                                                                   |
| 1923        | Automedon (I)     | 7718 BRT  | Palmers SB & Iron Co. Ltd., Yarrow           | 1940 durch dt. Hilfskreuzer Atlantis gekapert und versenkt, siehe Automedon-Vorfall                           |
| 1923        | Autolycus (II)    | 7718 BRT  | Hawthorn, Leslie & Co. Ltd., Newcastle       | 1942 im Golf von Bengalen durch jap. Kreuzer versenkt                                                         |
| 1923        | Tantalus (II)     | 7718 BRT  | Caledon SB & Eng. Co. Ltd., Dundee           | 1936 an Glen Line übertragen, Radnorshire                                                                     |
| 1921        | Calchas (II)      | 10453 BRT | Workman, Clark & Co. Ltd., Belfast           | 1941 bei den Kanarischen Inseln torpediert und gesunken                                                       |
| 1922        | Diomed (IV)       | 10453 BRT | Workman, Clark & Co. Ltd., Belfast           | 1952 außer Dienst und Abbruch                                                                                 |
| 1923        | Perseus (II)      | 10453 BRT | Caledon SB & Eng. Co. Ltd., Dundee           | 1944 bei Madras torpediert und gesunken                                                                       |
| 1923        | Menelaus (III)    | 10453 BRT | Caledon SB & Eng. Co. Ltd., Dundee           | 1952 außer Dienst und Abbruch                                                                                 |
| 1922 (1901) | Hecuba (II)       | 7540 BRT  | Bremer Vulkan AG, Vegesack                   | 1901: NDL / 1922 BFL / 1923 verkauft                                                                          |
| 1923        | Medon (I)         | 5994 BRT  | Palmer SB & Iron Co. Ltd., Yarrow            | 1942 bei Para durch ital. U-Boot torpediert und gesunken                                                      |
| 1923        | Dolius (I)        | 5994 BRT  | Scott SB & Eng. Co. Ltd., Greenock           | 1943 bei Neufundland torpediert und gesunken                                                                  |
| 1924        | Melampus (I)      | 6321 BRT  | Palmer SB & Iron Co. Ltd., Yarrow            | 1957 außer Dienst und Abbruch                                                                                 |
| 1924        | Asphalion (I)     | 6321 BRT  | Scott SB & Eng. Co. Ltd., Greenock           | 1959 außer Dienst und Abbruch                                                                                 |
| 1924        | Polydorus (I)     | 6321 BRT  | Scott SB & Eng. Co. Ltd., Greenock           | 1942 bei Freetown torpediert und gesunken                                                                     |
| 1924        | Eurymedon (II)    | 6321 BRT  | Caledon SB & Eng. Co. Ltd., Dundee           | 1940 bei Irland torpediert und gesunken                                                                       |
| 1925        | Prometheus (III)  | 6321 BRT  | Scott SB & Eng. Co. Ltd., Greenock           | 1957 außer Dienst und Abbruch                                                                                 |
| 1925        | Peisander (I)     | 6321 BRT  | Caledon SB & Eng. Co. Ltd., Dundee           | 1942 bei Nantucket torpediert und gesunken                                                                    |
| 1925        | Alcinous (II)     | 6639 BRT  | Scott SB & Eng. Co. Ltd.,Greenock            | 1950: Phemius (III) / 1957 außer Dienst und Abbruch                                                           |
| 1926        | Stentor (III)     | 6639 BRT  | Caledon SB & Eng. Co. Ltd., Dundee           | 1942 bei Freetown torpediert und gesunken                                                                     |
| 1926        | Phrontis (I)      | 6639 BRT  | Caledon SB & Eng. Co. Ltd., Dundee           | 1958 verkauft                                                                                                 |
| 1926        | Orestes (IV)      | 7857 BRT  | Workman, Clark & Co. Ltd., Belfast           | 1963 außer Dienst und Abbruch                                                                                 |
| 1926        | Idomeneus (II)    | 7857 BRT  | Workman, Clark & Co. Ltd., Belfast           | 1962 außer Dienst und Abbruch                                                                                 |
| 1928        | Eurybates (II)    | 6436 BRT  | Scott SB & Eng. Co. Ltd., Greenock           | 1964 außer Dienst und Abbruch                                                                                 |
| 1929        | Agamemnon (III)   | 7797 BRT  | Workman, Clark & Co. Ltd., Belfast           | 1963 außer Dienst und Abbruch                                                                                 |
| 1929        | Menestheus (I)    | 7797 BRT  | Caledon SB & Eng. Co. Ltd., Dundee           | 1953 durch Feuer schwer beschädigt und verschrottet                                                           |
| 1930        | Deucalion (III)   | 7797 BRT  | Hawthorn, Leslie & Co. Ltd., Newcastle       | 1942 bei Malta nach Bombentreffer gesunken                                                                    |
| 1931        | Ajax (III)        | 7797 BRT  | Scott SB & Eng. Co. Ltd., Greenock           | 1957: an Glen Line, Glenlochy / 1962 BFL, Sarpedon (V) / 1962 außer Dienst                                    |
| 1931        | Memnon (IV)       | 7797 BRT  | Caledon SB & Eng. Co. Ltd., Dundee           | 1941 bei Kapverden torpediert und gesunken                                                                    |
| 1930        | Maron (I)         | 6701 BRT  | Caledon SB & Eng. Co. Ltd., Dundee           | 1942 bei Freetown torpediert und gesunken                                                                     |
| 1930        | Myrmidon (II)     | 6701 BRT  | Scott SB & Eng. Co. Ltd., Greenock           | 1942 bei Oran torpediert und gesunken                                                                         |
| 1930        | Clytoneus (I)     | 6701 BRT  | Scott SB & Eng. Co. Ltd., Greenock           | 1941 bei Rockall nach Bombentreffer gesunken                                                                  |
| 1930        | Polyphemus (III)  | 6701 BRT  | Scott SB & Eng. Co. Ltd., Greenock           | 1942 bei Bermuda torpediert und gesunken                                                                      |
| 1933        | Gorgon (II)       | 3533 BRT  | Caledon SB & Eng. Co. Ltd., Dundee           | 1964 außer Dienst und Abbruch                                                                                 |
| 1936        | Charon (II)       | 3703 BRT  | Caledon SB & Eng. Co. Ltd., Dundee           | 1964 außer Dienst und Abbruch                                                                                 |
| 1939        | Priam (IV)        | 9975 BRT  | Caledon SB & Eng. Co. Ltd., Dundee           | 1948: an Glen Line, Glenorchy / 1970 BFL, Phemius (IV) / 1971 außer Dienst                                    |
| 1941        | Telemachus (III)  | 9975 BRT  | Caledon SB & Eng. Co. Ltd., Dundee           | 1941 an Royal Navy verkauft                                                                                   |
| 1943        | Telemachus (IV)   | 8265 BRT  | Caledon SB & Eng. Co. Ltd., Dundee           | 1957: an Glen Line, Monmouthshire / 1963 BFL, Glaucus (IV) / 1968 außer Dienst                                |
| 1945        | Rhexenor (III)    | 10203 BRT | Caledon SB & Eng. Co. Ltd., Dundee           | 1972 außer Dienst und Abbruch                                                                                 |
| 1951        | Stentor (IV)      | 10203 BRT | Caledon SB & Eng. Co. Ltd., Dundee           | 1958: an Glen Line, Glenshiel / 1963 BFL, Stentor (IV) / 1972 außer Dienst                                    |
| 1945 (1942) | Medon (II)        | 7376 BRT  | Harland & Wolff Ltd., Belfast                | 1942: ex Empire Splendour, MOWT / 1945 BFL / 1963 verkauft                                                    |
| 1947 (1944) | Memnon (V)        | 7618 BRT  | Permanente Metals Corp., Richmond            | 1944: ex Salina Victory, USMC / 1947 BFL / 1957: Glaucus (V) / 1967 außer Dienst                              |
| 1947 (1945) | Polydorus (II)    | 7618 BRT  | Permanente Metals Corp., Richmond            | 1945: ex Ripon Victory, USMC / 1947 BFL / 1960: Talthybius (III) / 1971 außer Dienst                          |
| 1947 (1945) | Polyphemus (IV)   | 7618 BRT  | Permanente Metals Corp., Richmond            | 1945: ex Philips Victory, USMC / 1947 BFL / 1960: Tantalus (IV) / 1969 außer Dienst                           |
| 1947 (1945) | Myrmidon (IV)     | 7618 BRT  | Permanente Metals Corp., Richmond            | 1945: ex MacMurray Victory, USMC / 1947 BFL / 1971 außer Dienst                                               |
| 1947 (1945) | Maron (II)        | 7618 BRT  | Permanente Metals Corp., Richmond            | 1945: ex Carthage Victory, USMC / 1947 BFL / 1957: Rhesus (II) / 1962 außer Dienst                            |
| 1947 (1945) | Mentor (II)       | 7618 BRT  | Permanente Metals Corp., Richmond            | 1945: ex Berwyn Victory, USMC / 1947 BFL / 1967 außer Dienst                                                  |
| 1947 (1943) | Emaeus (III)      | 7308 BRT  | Bethlehem-Fairfield Shipyard Inc., Baltimore | 1943: ex Simon B. Elliott, USMC / 1947 BFL / 1952 an Glen Line, Glenshiel                                     |
| 1947 (1943) | Eurypylus (II)    | 7308 BRT  | Bethlehem-Fairfield Shipyard Inc., Baltimore | 1943: ex A. Herman, USMC / 1947 BFL / 1950 an Glen Line, Pembrokeshire                                        |
| 1947 (1943) | Eurymedon (III)   | 7308 BRT  | Bethlehem-Fairfield Shipyard Inc., Baltimore | 1943: ex Matthew Bush, USMC; ex Samoa, UK Ministry of War Transport / 1947 BFL / 1952 an Glen Line, Glenlogan |
| 1947 (1943) | Troilus (IV)      | 7308 BRT  | Bethlehem-Fairfield Shipyard Inc., Baltimore | 1943: ex Martha C. Thomas, USMC / 1947 BFL / 1958 verkauft                                                    |
| 1947 (1943) | Talthybius (II)   | 7308 BRT  | Bethlehem-Fairfield Shipyard Inc., Baltimore | 1943: ex Peter Cooper, USMC / 1947 BFL / 1954 an Glen Line, Gleniffer                                         |
| 1947 (1943) | Tantalus (III)    | 7308 BRT  | Bethlehem-Fairfield Shipyard Inc., Baltimore | 1943: ex John T. Clark, USMC / 1947 BFL / 1958 verkauft                                                       |
| 1947 (1943) | Titan (III)       | 7308 BRT  | Bethlehem-Fairfield Shipyard Inc., Baltimore | 1943: ex James Carroll, USMC / 1947 BFL / 1950 an Glen Line, Flintshire                                       |
| 1947 (1943) | Tydeus (II)       | 7308 BRT  | Bethlehem-Fairfield Shipyard Inc., Baltimore | 1943: ex Samjack, USMC / 1947 BFL / 1950 an Glen Line, Glenbeg                                                |
| 1947        | Calchas (III)     | 7642 BRT  | Harland & Wolff Ltd., Belfast                | 1957: an Glen Line, Glenfinlas                                                                                |
| 1947        | Anchises (IV)     | 7642 BRT  | Caledon SB & Eng. Co. Ltd., Dundee           | 1973: Alcinous (IV) / 1975 außer Dienst und Abbruch                                                           |
| 1947        | Aeneas (II)       | 7642 BRT  | Caledon SB & Eng. Co. Ltd., Dundee           | 1972 außer Dienst und Abbruch                                                                                 |
| 1947        | Agapenor (II)     | 7642 BRT  | Scott SB & Eng. Co. Ltd., Greenock           | 1975 verkauft                                                                                                 |
| 1947        | Achilles (IV)     | 7642 BRT  | Caledon SB & Eng. Co. Ltd., Dundee           | 1949 an Glen Line, Rodnorshire / 1962 BFL, Asphalion (II) / 1973 außer Dienst                                 |
| 1947        | Antilochus (II)   | 7642 BRT  | Harland & Wolff Ltd., Belfast                | 1977 verkauft                                                                                                 |
| 1947        | Laertes (IV)      | 7642 BRT  | Vickers-Armstrong Ltd., Newcastle            | 1972: Idomeneus (III) / 1976 verkauft                                                                         |
| 1948        | Astyanax (II)     | 7642 BRT  | Scott SB & Eng. Co. Ltd., Greenock           | 1957 an Glen Line, Glenfruin / 1963 BFL, Astyanax (II) / 1972 außer Dienst                                    |
| 1948        | Clytoneus (II)    | 7642 BRT  | Caledon SB & Eng. Co. Ltd., Dundee           | 1972 außer Dienst und Abbruch                                                                                 |
| 1948        | Cyclops (III)     | 7642 BRT  | Scott SB & Eng. Co. Ltd., Greenock           | 1975: Automedon (III) / 1977 verkauft                                                                         |
| 1949        | Autolycus (III)   | 7642 BRT  | Vickers-Armstrong Ltd., Newcastle            | 1976 verkauft                                                                                                 |
| 1949        | Automedon (II)    | 7642 BRT  | Vickers-Armstrong Ltd., Newcastle            | 1971 außer Dienst und Abbruch                                                                                 |
| 1950        | Bellerophon (III) | 7707 BRT  | Caledon SB & Eng. Co. Ltd., Dundee           | 1957 an Glen Line, Cardiganshire / 1972 BFL, Bellerophon (III) / 1976 verkauft                                |
| 1950        | Ascanius (III)    | 7707 BRT  | Harland & Wolff Ltd., Belfast                | 1976 verkauft                                                                                                 |
| 1951        | Atreus (II)       | 7800 BRT  | Vickers-Armstrong Ltd., Newcastle            | 1977 verkauft                                                                                                 |
| 1951        | Alcinous (III)    | 7800 BRT  | Vickers-Armstrong Ltd., Newcastle            | 1960: Polydorus (III) / 1976 verkauft                                                                         |
| 1951        | Elpenor (II)      | 7800 BRT  | Harland & Wolff Ltd., Belfast                | 1978 verkauft                                                                                                 |
| 1949 (1920) | Deucalion (IV)    | 9802 BRT  | Harland & Wolff Ltd., Belfast                | 1920: ex Glenogle, Glen Line / 1949 BFL / 1956 außer Dienst                                                   |
| 1949 (1920) | Dardanus (IV)     | 9802 BRT  | Harland & Wolff Ltd., Belfast                | 1920: ex Glenapp, Glen Line / 1949 BFL / 1957 außer Dienst                                                    |
| 1949 (1920) | Dolius (II)       | 9802 BRT  | Harland & Wolff Ltd., Belfast                | 1920: ex Glengarry, Glen Line / 1949 BFL / 1952 außer Dienst                                                  |
| 1949 (1920) | Dymas (I)         | 9802 BRT  | Harland & Wolff Ltd., Belfast                | 1920: ex Glenbeg, Glen Line / 1949 BFL / 1952 außer Dienst                                                    |
| 1949        | Ulysses (V)       | 8976 BRT  | J. L. Thompson & Sons Ltd., Sunderland       | 1971 verkauft                                                                                                 |
| 1950        | Teucer (IV)       | 8976 BRT  | J. L. Thompson & Sons Ltd., Sunderland       | 1960: Telemachus (V) / 1971 verkauft                                                                          |
| 1950        | Teiresias (II)    | 8976 BRT  | J. L. Thompson & Sons Ltd., Sunderland       | 1960: Telamon (III) / 1971 verkauft                                                                           |
| 1952        | Nestor (IV)       | 7804 BRT  | Caledon SB & Eng. Co. Ltd., Dundee           | 1968 an Glen Line, Glenaffric / 1970 BFL, Orestes (V) / 1977 verkauft                                         |
| 1953        | Neleus (II)       | 7804 BRT  | Caledon SB & Eng. Co. Ltd., Dundee           | 1971 verkauft                                                                                                 |
| 1955        | Theseus (II)      | 7804 BRT  | Caledon SB & Eng. Co. Ltd., Dundee           | 1971 verkauft                                                                                                 |
| 1953        | Adrastus (II)     | 7859 BRT  | Vickers-Armstrong Ltd., Newcastle            | 1978 verkauft                                                                                                 |
| 1953        | Eumaeus (IV)      | 7859 BRT  | Caledon SB & Eng. Co. Ltd., Dundee           | 1962 verkauft                                                                                                 |
| 1953        | Laomedon (II)     | 7859 BRT  | Vickers-Armstrong Ltd., Newcastle            | 1977 verkauft                                                                                                 |
| 1954        | Lycaon (II)       | 7859 BRT  | Vickers-Armstrong Ltd., Newcastle            | 1975: Glaucus (VI) / 1977 verkauft                                                                            |
| 1955        | Demodocus (II)    | 7980 BRT  | Vickers-Armstrong Ltd., Newcastle            | 1970 an Glen Line, Glenroy                                                                                    |
| 1956        | Diomed (V)        | 7980 BRT  | Caledon SB & Eng. Co. Ltd., Dundee           | 1970 an Glen Line, Glenbeg                                                                                    |
| 1956        | Dolius (III)      | 7980 BRT  | Harland & Wolff Ltd., Belfast                | 1970 an Glen Line, Glenfruin                                                                                  |
| 1957        | Achilles (V)      | 7969 BRT  | Vickers-Armstrong Ltd., Newcastle            | 1972: Dardanus (V) / 1975 außer Dienst und Abbruch                                                            |
| 1957        | Antenor (IV)      | 7969 BRT  | Vickers-Armstrong Ltd., Newcastle            | 1970 an Glen Line, Glenlochy / 1972 BFL, Dymas (II) / 1973 verkauft                                           |
| 1957        | Ajax (IV)         | 7969 BRT  | Vickers-Armstrong Ltd., Newcastle            | 1972: Deucalion (V) / 1973 verkauft                                                                           |
| 1957        | Menelaus (IV)     | 8539 BRT  | Caledon SB & Eng. Co. Ltd., Dundee           | 1972 an Elder, Dempster & Co., Onitsha                                                                        |
| 1958        | Menestheus (II)   | 8539 BRT  | Caledon SB & Eng. Co. Ltd., Dundee           | 1978 verkauft                                                                                                 |
| 1959        | Machaon (III)     | 8539 BRT  | Caledon SB & Eng. Co. Ltd., Dundee           | 1975 an Elder, Dempster & Co., Obuasi                                                                         |
| 1959        | Memnon (VI)       | 8539 BRT  | Vickers-Armstrong Ltd., Newcastle            | 1975: Stentor (V) / 1977 an Elder, Dempster & Co., Owern                                                      |
| 1960        | Maron (III)       | 8539 BRT  | Caledon SB & Eng. Co. Ltd., Dundee           | 1975: Rhexenor (III) / 1977 an Elder, Dempster & Co., Opobo                                                   |
| 1960        | Melampus (II)     | 8539 BRT  | Vickers-Armstrong Ltd., Newcastle            | 1971 verkauft                                                                                                 |
| 1966        | Priam (V)         | 12094 BRT | Vickers-Armstrong Ltd., Newcastle            | 1978 verkauft                                                                                                 |
| 1967        | Prometheus (IV)   | 12094 BRT | Vickers-Armstrong Ltd., Newcastle            | 1978 verkauft                                                                                                 |
| 1967        | Peisander (II)    | 12094 BRT | Vickers-Armstrong Ltd., Newcastle            | 1978 verkauft                                                                                                 |
| 1967        | Protesilaus (II)  | 12094 BRT | Vickers-Armstrong Ltd., Newcastle            | 1978 verkauft                                                                                                 |
| 1967 (1939) | Sarpedon (VI)     | 7151 BRT  | NSM, Amsterdam                               | 1939: ex Denbighshire, Glen Line / 1967 BFL / 1969 außer Dienst                                               |
| 1970 (1940) | Dardanus (VI)     | 9311 BRT  | Burmeister & Wain A/S, Kopenhagen            | 1940: ex Glengarry, Glen Line / 1970 BFL / 1971 außer Dienst                                                  |
| 1973 (1966) | Phemius (V)       | 12094 BRT | Vickers-Armstrong Ltd., Newcastle            | 1966: ex Glenfinlas, Glen Line / 1973 BFL / 1978 verkauft                                                     |
| 1973 (1966) | Patroclus (V)     | 12094 BRT | Vickers-Armstrong Ltd., Newcastle            | 1966: ex Glenalmond, Glen Line / 1973 BFL / 1982 verkauft                                                     |
| 1973 (1967) | Perseus (IV)      | 12094 BRT | Mitsubishi Heavy Industries Ltd., Nagasaki   | 1967: ex Radnorshire, Glen Line / 1973 BFL / 1978 verkauft                                                    |
| 1973 (1967) | Phrontis (II)     | 12094 BRT | Mitsubishi Heavy Industries Ltd., Nagasaki   | 1967: ex Pembrokeshire, Glen Line / 1973 BFL / 1982 verkauft                                                  |

### Containerschiffe
| Jahr | Name             | Tonnage  | Werft    | Status/Schicksal                           |                                          |
| ---- | ---------------- | -------- | -------- | ------------------------------------------ | ---------------------------------------- |
| 1976 | Laertes (V)      | 11804 GT | 680 TEU  | Kherson Shipyard, Kherson (Ukraine)        | 1983 verkauft                            |
| 1976 | Lycaon (III)     | 11804 GT | 680 TEU  | Kherson Shipyard, Kherson (Ukraine)        | 1985 verkauft                            |
| 1977 | Menelaus (V)     | 16031 GT | 1100 TEU | Mitsubishi Heavy Industries Ltd., Nagasaki | 1988 verkauft                            |
| 1977 | Melampus (III)   | 16031 GT | 1100 TEU | Mitsubishi Heavy Industries Ltd., Nagasaki | 1988 verkauft                            |
| 1977 | Memnon (VII)     | 16031 GT | 1100 TEU | Mitsubishi Heavy Industries Ltd., Nagasaki | 1988 verkauft                            |
| 1977 | Menestheus (III) | 16031 GT | 1100 TEU | Mitsubishi Heavy Industries Ltd., Nagasaki | 1986 an Elder, Dempster & Co. übertragen |
| 1980 | Maron (IV)       | 16482 GT | 1150 TEU | Scott SB & Eng. Co. Ltd., Greenock         | 1987 verkauft                            |
| 1980 | Mentor (III)     | 16482 GT | 1150 TEU | Scott SB & Eng. Co. Ltd., Greenock         | 1985 verkauft                            |
| 1980 | Myrmidon (V)     | 16482 GT | 1150 TEU | Scott SB & Eng. Co. Ltd., Greenock         | 1986 verkauft                            |
| 1984 | Hector (VI)      | 27990 GT | 2400 TEU | Hyundai Heavy Industries Co. Ltd., Ulsan   | 1988 verkauft                            |
| 1984 | Priam (VI)       | 21747 GT | 2100 TEU | Mitsubishi Heavy Industries Ltd., Nagasaki | 1988 verkauft                            |
| 1984 | Perseus (V)      | 21747 GT | 2100 TEU | Mitsubishi Heavy Industries Ltd., Nagasaki | 1988 verkauft                            |

### Schüttgutfrachter (Bulk Carrier)
| Jahr        | Name            | Tonnage  | Werft                                  | Status/Schicksal                                                |
| ----------- | --------------- | -------- | -------------------------------------- | --------------------------------------------------------------- |
| 1972        | Achilles (VI)   | 16406 GT | Mitsui SB & Eng. Co. Ltd., Fujigata    | 1978 verkauft                                                   |
| 1972        | Agamemnon (IV)  | 16406 GT | Mitsui SB & Eng. Co. Ltd., Fujigata    | 1978 verkauft                                                   |
| 1972        | Ajax (V)        | 16406 GT | Mitsui SB & Eng. Co. Ltd., Fujigata    | 1984 verkauft                                                   |
| 1973        | Anchises (V)    | 16406 GT | Mitsui SB & Eng. Co. Ltd., Fujigata    | 1984 verkauft                                                   |
| 1973        | Antenor (V)     | 16406 GT | Mitsui SB & Eng. Co. Ltd., Fujigata    | 1978 verkauft                                                   |
| 1973        | Helenus (III)   | 30078 GT | Burmeister & Wain A/S, Kopenhagen      | 1983 verkauft                                                   |
| 1973        | Hector (VI)     | 30078 GT | Burmeister & Wain A/S, Kopenhagen      | 1973 auf Helling liegend verkauft                               |
| 1975        | Charon (III)    | 24512 GT | Sasebo Heavy Industries Ltd., Sasebo   | 1990 verkauft                                                   |
| 1976        | Cyclops (IV)    | 32576 GT | Van der Giessen-De Noord N.V., Krimpen | 1985 verkauft                                                   |
| 1976        | Clytoneus (III) | 32576 GT | Van der Giessen-De Noord N.V., Krimpen | 1983 verkauft                                                   |
| 1978 (1972) | Aeneas (III)    | 15498 GT | Astilleros Espanoles S.A., Porto Real  | 1972: ex Cunard Carrier, Cunard Line / 1978 BFL / 1984 verkauft |

### Tanker (Crude Oil Carrier)
| Jahr | Name         | Tonnage    | Werft                            | Status/Schicksal |
| ---- | ------------ | ---------- | -------------------------------- | ---------------- |
| 1972 | Titan (IV)   | 120.787 GT | Götaverken AB, Göteborg          | 1975 verkauft    |
| 1972 | Tantalus (V) | 120.787 GT | Nippon Kokan K.K., Tsuneishi     | 1984 verkauft    |
| 1974 | Troilus (V)  | 141.288 GT | Mitsui SB & Eng. Co. Ltd., Osaka | 1975 verkauft    |

### Flüssiggastanker (LNG/LPG-Carrier)
| Jahr | Name       | Tonnage  | Werft                                       | Status/Schicksal |
| ---- | ---------- | -------- | ------------------------------------------- | ---------------- |
| 1977 | Nestor (V) | 78951 GT | Chantiers de l’Atlantique S.A., St. Nazaire | 1989 verkauft    |